# Fort X Twierdzy Warszawa

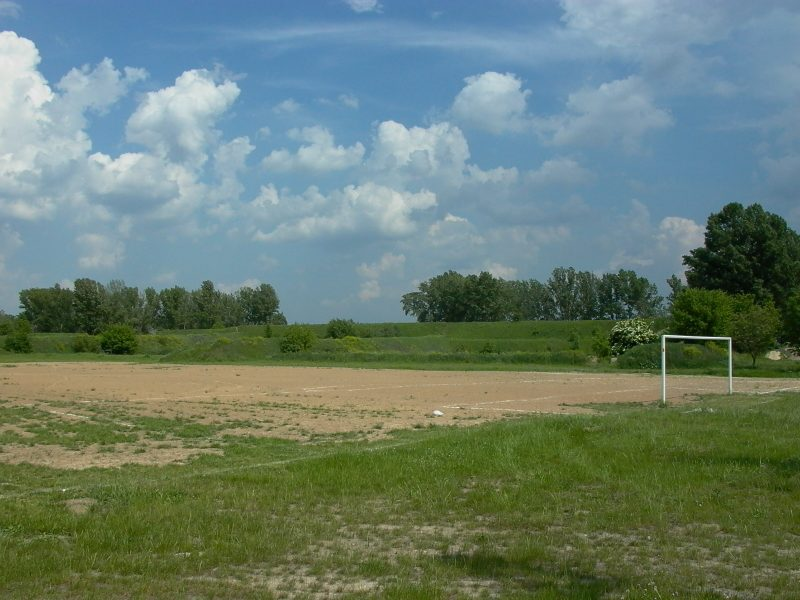
Widok ogólny pozostałości fortu − zniekształcony wał główny

Fort X („Augustówka“, „Siekierki“) – jeden z fortów pierścienia zewnętrznego Twierdzy Warszawa, wybudowany w latach 80. XIX wieku. 

## Opis
Ze względu na położenie na terenie podmokłym, blisko brzegów Wisły, budowniczowie fortu nie wyposażyli go w żadne ceglane bądź betonowe schrony, nadając mu kształt ziemnej, dwuwałowej baterii otoczonej mokrą fosą. Umocnienie zamykało dolinę Wisły. W 1913 w ramach likwidacji twierdzy część elementów fortu zniszczono. W 1939 w oparciu o fort broniły się wojska polskie, a w 1944 niemieckie. 
Po wojnie na jego terenie urządzono strzelnicę wojskową. 
Obecnie pozostałości fortu można łatwo obejrzeć z Trasy Siekierkowskiej, w czasie budowy której teren umocnienia został uporządkowany, jednak bez wykorzystania jego walorów jako zabytku.
Fort otoczony był kilkoma mniejszymi satelitarnymi stanowiskami obronnymi. Jedno z nich mieściło się w rejonie dzisiejszej ul. Wolickiej 13; jest ono dobrze widoczne na zdjęciach lotniczych z lat 30. i 40.